# Пятнистоглазая сумчатая мышь
Пятнистоглазая сумчатая мышь (лат. Antechinus bellus) — вид из рода сумчатых мышей семейства хищные сумчатые. Эндемик Австралии.

## Распространение
Обитает в тропической, муссонной части Северной территории. Встречается на территории Национального парка Какаду и Литчфилд. Естественная среда обитания — лесистые местности и редколесья из эвкалиптов с кустарниковым подлеском.

## Внешний вид
Средний вес взрослой особи — около 34 г. Длина тела с головой — около 112—145 мм, длина хвоста — 90—125 мм. Волосяной покров короткий и довольно грубый. Волосяной покров преимущественно бледно-серого цвета. Подбородок и лапы белые.

## Образ жизни
Ведут наземный образ жизни. Гнёзда устраивают в дуплах деревьев. Активность приходится на ночь. Питаются насекомыми.

## Размножение
Сумка развита хорошо. В потомстве до десяти детёнышей. Беременность очень короткая, длится около 30 дней. Молодняк отлучается от груди примерно через 96 дней. Половая зрелость у самок наступает примерно на 350 день. Максимальная продолжительность жизни в неволе — 3,4 лет.